# Clancy Newman
Clancy Newman (* 1977 in Albany/New York) ist ein US-amerikanischer Cellist und Komponist.
Newman begann sechsjährig Cello zu spielen und gewann zwölfjährig die Goldmedaille im Fach Streicher beim Dandenong Youth Festival in Australien gegen doppelt so alte Wettbewerber. Er studierte dann an der Juilliard School und der Columbia University u. a. bei David Gibson, Joel Krosnick und Harvey Shapiro und wurde Preisträger mehrerer weiterer Wettbewerbe, u. a. der Juilliard School Cello Competition, der National Federation of Music Clubs Competition und der Astral Artists National Auditions.
Als Solist tourte Newman durch die USA, Europa, Kanada und Australien und trat mit Orchestern wie dem National Symphony Orchestra, dem Juilliard Symphonie Orchestra und den Sinfonieorchestern von North Carolina, Jacksonville, Richmond, Hartford und Santa Fe und den Musicians from Marlboro auf. Als Kammermusiker gehörte er dem Weiss-Kaplan-Newman-Trio und der Chamber Music Society Two am Lincoln Center, später dem Clarosa Piano Quartet an. In jüngerer Zeit war er als Mitglied des Formosa String Quartet und als Duopartner des Geiger Tai Murray aktiv.
Seine ersten Kompositionen schrieb Newman im Alter von sieben Jahren. 2002 entstand ein Streichquartett, im Folgejahr spielte er bei der Violin Society in New York seine Four Pieces for Solo Cello. Die Uraufführung seiner Sonata for Cello and Piano fand 2004 statt, 2005 folgte Four Seasons für Cello und Kammerorchester. Newman erhielt Kompositionsaufträge u. a. von den Astral Artists, der Barnett Foundation, dem Carpe Diem String Quartet und vom UBS Chamber Music Festival in Lexington. Für sein Projekt Pop-Unpopped komponierte und spielte er monatlich Cello-Capricen über den jeweiligen Gewinner der US Billboard Charts.

## Weblink
- Website von Clancy Newman